# Fodina kebea
Fodina kebea là một loài bướm đêm trong họ Noctuidae.